# Damien Hirst
Damien Hirst Steven (7 de junio de 1965) es un artista, empresario y coleccionista de arte inglés. Es el miembro más prominente de The Young British Artists (o YBAs), quienes dominaron la escena del arte en Reino Unido durante la década de 1990. Su trabajo es reconocido a nivel internacional, es considerado, también, el artista vivo más rico del Reino Unido, con aproximadamente 215 millones de libras según el Sunday Times Rich List de 2010. Durante la década de los 90 su carrera estuvo estrechamente vinculada con el coleccionista Charles Saatchi, pero crecientes problemáticas entre los dos llegaron a un punto crítico en 2003 y la relación terminó.
Provocar y escandalizar es el tema central en la obra de Hirst. Se hizo famoso por una serie de obras en las que conservó, en formaldehído, animales (incluyendo un tiburón, una oveja y una vaca). La obra más conocida de esta serie es The Physical Impossibility of Death in the Mind of Someone Living, un tiburón tigre de 14 pies (4,2672 m) sumergido en formol en una vitrina transparente. También ha hecho "pinturas de espín", creadas en una superficie circular girando y "pinturas al contado", filas de círculos de colores ordenados al azar y creados por sus ayudantes.
En septiembre de 2008, y como algo sin precedentes para un artista vivo, vendió una exposición completa, Beautiful Inside My Head Forever, por subasta en Sotheby's. La subasta superó todas las previsiones, elevando a £111 millones ($198 millones de dólares), rompiendo el récord para una subasta de artista individual, así como el suyo propio (10.3 millones de libras) por The Golden Calf, un becerro con cuernos y pezuñas de oro de 18 quilates, conservado en formaldehído.
En varios casos desde 1999, las fuentes de algunas de las obras de Hirst han causado controversia, siendo acusadas de plagio en artículos escritos por periodistas y artistas. En uno de los casos se llegó a un procedimiento judicial que fue resuelto fuera de los tribunales.

## Vida y carrera

### Primeros años
Damien Hirst nació en Bristol y creció en Leeds. Su padre era, al parecer, un mecánico que abandonó a la familia cuando Hirst tenía 12 años. Su madre, Mary Brennan, de ascendencia irlandesa católica, trabajó para la Oficina de Atención al Ciudadano; Mary ha asegurado haber perdido el control de su hijo cuando este era aún muy joven. Hirst fue detenido en dos ocasiones por robo. Hirst ve a su madre como alguien que no toleraba la rebelión: cortó sus pantalones bondage y convirtió uno de los discos de vinilo de Sex Pistols en un tazón de frutas (o en una maceta). Hirst asegura: "Si no le gustaba la forma en que estaba vestido, me llevaba lejos de la parada de autobús." Ella, sin embargo, fomentó su gusto por el dibujo, la única materia educativa exitosa de Damien.
Su profesor de arte en Allerton Grange School suplicó para que Hirst pudiera entrar en sexta forma, donde tomó dos niveles A, logrando una "E" en arte. Fue rechazado en la escuela de arte Jacob Kramer en su primer intento, sin embargo asistió a la universidad después de una exitosa aplicación posterior al curso.
Hirst asistió a una exposición de Francis Davison, puesta en escena por Julian Spalding en la Hayward Gallery en 1983. Davison creó collages abstractos a base de rasgado y corte del papel que, dijo Hirst: "me impactó", modelando su trabajo durante el siguiente par de años.
Trabajó durante dos años en obras de construcción en Londres, para después estudiar Bellas Artes en Goldsmiths, Universidad de Londres (1986-1989), aunque de nuevo se le negó un lugar en la primera aplicación. En 2007, Hirst fue citado hablando acerca de An Oak Tree de Michael Craig-Martin: "Esa pieza es, creo, la mejor obra de escultura conceptual, aún no puedo sacarla de mi cabeza." Mientras era estudiante, Hirst tenía una plaza en un depósito de cadáveres, una experiencia que influyó posteriormente en sus temas y materiales.

### Exhibiciones de almacén
En julio de 1988, durante su segundo año en Goldsmiths College, Hirst fue organizador de una exposición independiente de estudiantes llamada Freeze, en una bodega en desuso en Docklands, Londres. Consiguió patrocinio de The London Docklands Development Corporation. El espectáculo fue visitado por Charles Saatchi, Norman Rosenthal y Nicholas Serota, gracias a la influencia del profesor Michael Craig-Martin. La contribución de Hirst al espectáculo consistía en un conjunto de cajas de cartón pintadas con pintura de casa. Después de graduarse, Hirst fue incluido en el espectáculo de New Contemporaries y en una muestra colectiva en Kettles Yard Gallery en Cambridge. Buscando un distribuidor de galería, se acercó a Karsten Schubert, pero fue rechazado.
En 1990 Hirst, con sus amigos Carl Freedman y Billee Sellman, realizó dos espectáculos de "almacén", Modern Medicine y Gambler, en una antigua fábrica de galletas en Bermondsey, la nombraron "Building One". Saatchi llegó al segundo show en un Rolls Royce verde y, según Freedman, se puso de pie con la boca abierta de asombro frente a la primera instalación "animal" de Hirst: A Thousand Years, la cual después compraría, la pieza consiste en una caja de cristal con gusanos y moscas alimentándose de una cabeza de vaca podrida. También protagonizaron Market de Michael Landy. En este momento, Hirst dijo: "No puedo esperar a estar en una posición donde pueda hacer mal arte y salirme con la mía. Por el momento, si lo hiciera, ciertas personas la mirarían y dirían 'f off' ('a la mierda'). Pero después de un tiempo puedes salirte con la tuya."
En 1991 su primera exposición individual, organizado por Tamara Chodzko Dial, In and Out of Love, se llevó a cabo en un taller no utilizado en Woodstock Street en el centro de Londres; también tuvo exposiciones individuales en el Instituto de Arte Contemporáneo y en la Galería Emmanuel Perrotin en París. La Serpentine Gallery presentó la primera muestra de la nueva generación de artistas con la exposición Broken English, en parte, comisariada por Hirst. En este momento Hirst se reunió con el comerciante de arte, Jay Jopling, quien lo representaría.

### Carrera en arte contemporáneo
En 1991, Charles Saatchi se ofreció a financiar cualquier obra que Hirst quisiera hacer,para poder especular. El resultado fue exhibido en 1992 en la primera exposición Young British Artists en la Galería Saatchi al norte de Londres. La obra de Hirst se tituló The Physical Impossibility of Death in the Mind of Someone Living, era un tiburón en formol en una vitrina, se vendió por £50,000. El tiburón había sido capturado por un pescador en Australia y había costado £6,000. La exposición también incluyó In a Thousand Years. Como resultado de la feria, Hirst fue nominado para el Premio Turner de ese año, sin embargo fue adjudicado a Grenville Davey.
La primera presentación internacional importante de Hirst fue en Venice Biennale en 1993 con Mother and Child Divided, una vaca y un ternero cortados en secciones y expuestos en una serie de vitrinas separadas. Creó Some Went Mad, Some Ran Away en 1994 para Serpentine Gallery en Londres, donde expuso Away from the Flock (una oveja en un tanque de formaldehído). El 9 de mayo, Mark Bridger, un artista de 35 años de edad de Oxford, entró en la galería, vertió tinta negra en el tanque y retituló el trabajo Black Sheep. Fue procesado, al deseo de Hirst, dándole dos años de libertad condicional. La escultura fue restaurada con un costo de £1,000. Cuando una fotografía de Away from the Flock fue reproducida en el libro 1997 de Hirst I want to spend the rest of my life everywhere, with everyone, one-to-one, always, forever, now (1997) el vandalismo es referido como una permisión para oscurecer el tanque tirando de una tarjeta, reproduciendo el efecto de la tinta, esto provocó una demanda contra Hirst de parte de Bridger argumentando una violación de sus derechos de autor sobre Black Sheep.
En 1995, Hirst ganó el Premio Turner. Funcionarios de salud pública de Nueva York prohibieron Two Fucking and Two Watching, pieza que consistía en una vaca podrida y un toro, argumentando temor a "vómitos entre los visitantes". Hirst tuvo exposiciones individuales en Seúl, Londres y Salzburgo. Dirigió el video de la canción "Country House" para la banda Blur. No Sense of Absolute Corruption, su primera exposición individual en la Galería Gagosian de Nueva York se organizó el año siguiente. El cortometraje, Hanging Around, fue escrito y dirigido por Hirst y protagonizada por Eddie Izzard. En 1997 la exposición Sensation abrió en la Royal Academy de Londres. A Thousand Years y otras obras de Hirst fueron incluidas, sin embargo la principal controversia fue sobre obras de otros artistas. Esta muestra se considera la aceptación formal de los YBAs.
En 1997, su autobiografía y libro de arte, I Want To Spend the Rest of My Life Everywhere, with Everyone, One to One, Always, Forever, Now, fue publicado. Formó la banda Fat Les junto a Alex James de la banda Blur y el actor Keith Allen, logrando un éxito número 2 con una estridente canción de temática futbolística: Vindaloo, seguido por Jerusalem con The London Gay Men's Chorus. Hirst pintó un patrón de color simple para la sonda Beagle 2. El patrón se iba a utilizar para calibrar las cámaras de la sonda después de haber aterrizado en Marte. Rechazó la invitación del Consejo Británico para ser el representante del Reino Unido en Venice Biennale de 1999 porque "no se sentía bien". Demandó a British Airways alegando una violación de derechos de autor sobre un anuncio con manchas de colores para su línea de bajo presupuesto, Go.

### 2000
En 2000, la escultura de Hirst Hymn (que Saatchi había comprado en un 1 millón de libras) tuvo la primera posición en la feria Ant Noises (un anagrama de "sensación") en la Galería Saatchi. Hirst se demandó a sí mismo por incumplimiento de derechos de autor sobre esta escultura (ver Appropriation abajo). Hirst vendió tres copias más de su escultura por montos similares al primero. En septiembre de 2000, en Nueva York, Larry Gagosian celebró el show Damien Hirst: Models, Methods, Approaches, Assumptions, Results and Findings. 100 000 personas visitaron la feria durante doce semanas y todo el trabajo fue vendido.
El 10 de septiembre de 2002, en la víspera del primer aniversario de los ataques del 9/11 al World Trade Center, Hirst dijo en una entrevista con BBC:
"Lo que pasa con el 9/11 es que es como una obra de arte en sí mismo. Es malo, pero fue ideado para este tipo de impacto. Fue ideado visualmente... Lograron tenerlos en la mano, lograron algo que nadie hubiera creído posible, especialmente para un país tan grande como Estados Unidos. Así que de alguna manera merecen una felicitación, una a la que mucha gente rehúye, una muy peligrosa."
La semana siguiente, a raíz de la indignación pública de sus comentarios, emitió un comunicado a través de su compañía, Science Ltd:
"Pido disculpas sin reservas para cualquier malestar que he causado, sobre todo a las familias de las víctimas de ese día terrible."
Hirst dejó de fumar y beber en 2002, aunque el resultado a corto plazo fue que su esposa Maia "tuvo que mudarse porque estaba horrible." Conoció a Joe Strummer (excantante de The Clash) en Glastonbury en 1995, se convirtieron en buenos amigos y vacacionaron anualmente en familia. Justo antes de la Navidad de 2002, Strummer murió de un ataque al corazón. Esto tuvo un efecto profundo en Hirst, quien dijo: "Fue la primera vez que me sentí mortal." Posteriormente dedicó mucho tiempo a la fundación de una organización de caridad, Strummerville, para ayudar a los jóvenes músicos.
En abril de 2003, Saatchi Gallery abrió sus puertas a un nuevo local en el condado de Hall, Londres, con un espectáculo que incluía una retrospectiva de Hirst. Esto trajo cierta tensión a su relación con Saatchi (una de las razones de la discordia era quién había sido el impulsor de quién). Hirst se desvinculó de la retrospectiva para no incluirla en su CV. Hirst estaba enojado con la exhibición seria de un Mini que había decorado para caridad. El espectáculo hundió una retrospectiva prospectiva de Hirst en Tate Modern. Damien dijo que Saatchi era "infantil" y "no soy mono organillero de Charles Saatchi... él sólo reconoce el arte con su cartera... él creía que podía afectar los valores del arte con el poder de compra, y él todavía cree que puede hacerlo."
En septiembre de 2003, tuvo una exposición Romance in the Age of Uncertainty en la galería White Cube de Jay Jopling en Londres, dejándole £11m, aumentando su riqueza a más de 35 millones de libras. Se informó que la escultura Charity había sido vendido por 1,5 millones de libras a un coreano, Kim Chang-Il, que pretende exhibirla en la galería de su tienda departamental en Seúl. La escultura de 22 pies (6.7m) y 6 toneladas fue basada en el modelo de sociedad espástica de 1960, la obra consiste en una niña con grilletes en las piernas sosteniendo una caja colectora. En la versión de Hirst la caja está rota, abierta y vacía.
Charity se exhibió en el centro de Hoxton Square, frente a White Cube. La galería de la planta baja consistía en 12 vitrinas que representaban a los discípulos de Jesús, cada una contiene elementos horribles, a menudo manchados de sangre, relevantes para cada discípulo. Al final había una vitrina vacía, que representaba a Cristo. Arriba había cuatro vitrinas pequeñas, cada una con una cabeza de vaca atascada con tijeras y cuchillos. Se ha descrito como una "experiencia extraordinariamente espiritual" en la tradición de la imaginería católica. En este momento Hirst recompró 12 obras a Saatchi (una tercera parte de las primeras obras de Hirst), a través de Jay Jopling, por más de 8 millones de libras. Hirst había vendido estas piezas a Saatchi a principios de 1990 por bastante menos, alrededor de 10 000 libras.
El 24 de mayo de 2004, un incendio en la bodega de almacenamiento Momart destruyó muchas obras de la colección Saatchi, entre ellos 17 de Hirst, la escultura Charity sobrevivió, ya que estaba en el patio. Ese julio, Hirst dijo de Saatchi, "Respeto a Charles. En realidad no hay una pelea. Si lo veo, hablamos, pero no somos realmente amigos."
Hirst diseñó una cubierta para Band Aid 20, sencillo destinado a la caridad por parte de "Grim Reaper" a finales de 2004. La imagen mostraba a un niño africano posado en la rodilla. La imagen no fue del agrado de los ejecutivos de la compañía de grabación y fue reemplazado por renos en la nieve al lado de un niño.
En diciembre de 2004, The Physical Impossibility of Death in the Mind of Someone Living fue vendida por Saatchi al coleccionista estadounidense Steve Cohen, por $12 millones (£6.5 millones), en un acuerdo negociado por el agente de Nueva York de Hirst, Gagosian. Cohen, un gestor de fondos de cobertura de Greenwich, donó la obra al Museo Metropolitano de Arte de Nueva York. Sir Nicholas Serota había querido adquirirla para Tate Gallery y Hugo Swire, ministro de sombra de las Artes, pidió al gobierno asegurar que la obra quedara en el país. Las regulaciones de exportación actuales no aplican a artistas vivos.
Hirst exhibió 30 pinturas en la Galería Gagosian de Nueva York en marzo de 2005. Las obras tomaron 3 años y medio en completarse. Estaban estrechamente basadas en fotos, en su mayoría de asistentes (que participaron, también, en pinturas) pero con un acabado final de Hirst.
En febrero de 2006, abrió una exposición importante en México, en la Galería Hilario Galguera, llamada The Death of God, Towards a Better Understanding of Life without God aboard The Ship of Fools. La exposición atrajo una considerable cobertura de medios de comunicación como el primer show de Hirst en América Latina. En junio de ese año, expuso junto a la obra de Francis Bacon (Triptychs) en la Galería Gagosian, Britannia Street, Londres. En la exposición se incluían en la exposición A Thousand Years (1990), y cuatro trípticos: pinturas, botiquines y un nuevo trabajo titulado The Tranquility of Solitude (For George Dyer), influenciado por Bacon.
A Thousand Years, uno de los trabajos más provocativos y atractivos de Hirst, contiene un ciclo de la vida real. Los gusanos eclosionan dentro de una caja blanca, convirtiéndose en moscas, a continuación, se alimentan de una cabeza de vaca ensangrentada cortada en el suelo de una vitrina de cristal. Por encima, moscas zumban alrededor en el espacio cerrado. Algunas terminan en un final violento, otros sobreviven para continuar el ciclo. A Thousand Years fue admirado por Bacon, quien en una carta a un amigo un mes antes de morir, escribió sobre la experiencia de ver la obra en la Galería Saatchi de Londres. Margarita Coppack señala que "Es como si Bacon, pintor sin heredero directo en el medio, llevara la batuta para una nueva generación". Hirst ha reconocido abiertamente su deuda con Bacon, absorbiendo imágenes y obsesiones viscerales del pintor desde el principio, provocando la existencia concreta de formas escultóricas como A Thousand Years.
Hirst ganó el récord europeo de la obra de arte más cara de un artista en vida, Lullaby Spring, en junio de 2007, cuando un gabinete de acero de tres metros de ancho con 6,136 pastillas se vendió por 19,2 millones de dólares a Sheikh Hamad bin Khalifa Al-Thani, Emir de Catar.
En junio de 2007, Beyond Belief, una exposición nueva de Hirst, abrió en la galería White Cube de Londres. La pieza central fue un Memento Mori titulado For the Love of God, un cráneo humano recreado en platino y adornado con 8,601 diamantes con un peso total de 1,106.18 quilates. Se usaron aproximadamente £15 millones de dólares en diamantes. La obra se inspira en un cráneo del siglo XVIII, pero la parte humana única sobreviviente de la original son los dientes. El precio de venta de For the Love of God fue de £50 millones ($100 millones o €75 millones). No se vendió directamente, hasta el 30 de agosto de 2008, comprada por un consorcio que incluía al mismo Hirst y su galería White Cube.
En noviembre de 2008, el cráneo fue exhibido en el Rijksmuseum de Ámsterdam junto a una exposición de pinturas de la colección del museo seleccionada por Hirst. Wim Pijbes, el director del museo, dijo de la exposición, "Aumenta nuestra imagen. Por supuesto, tenemos a los viejos maestros, pero no somos una institución de ayer. Es por el ahora. Y Damien Hirst muestra esto de una manera muy fuerte."
Hirst representó la bandera de Unión Británica formada en la ceremonia de clausura para los Juegos Olímpicos de 2012 en Londres.
En enero de 2013, Damien Hirst se convirtió en el tercer artista británico en diseñar la estatua de los Brit Awards utilizando su estilo de arte NEO-Pop inspirado en su LSD del 2000 "pintura punto."
En octubre de 2014, Hirst exhibió cápsulas de gran escala, píldoras y medicinas en la Galería Paul Stolper tituladas: 'Schizophrenogenesis'.

## Trabajo

### The Physical Impossibilities of Death in the Mind of Someone Living
Esta obra cuenta con un gran tiburón tigre suspendido en formaldehído, el más conocido de su serie "Natural History". Esta serie, por no hablar de la pieza, se dice "contiene algunas de las más reconocidas e importantes obras del artista". El tanque en el que el tiburón está flotando crea la ilusión de que el animal está cortado en tres pedazos debido. El trabajo en sí es muy simple, el tiburón en una sustancia acuosa que, a primera vista, se ve claro como el cristal. La pieza es bastante antigua, creada en 1991, por lo que el formaldehído ha comido lentamente el cuerpo del animal, mostrando signos de decaimiento.
El tiburón de Hirst, a primera vista, no ofrece casi ninguna conexión directa con la muerte. Debido a esto, algunos críticos argumentan que las calidades minimalistas de la obra, junto al "estereotipado" tema de la muerte, son demasiado sosos para un artista tan reconocido. Un crítico escribe: "Sin embargo, con más investigación, la escultura representa nuestra mente, específicamente nuestra memoria, o falta de ella. El tiburón en sí, tan grande y majestuoso, es una ilusión de nuestro propio ser, de nuestras emociones en forma de viejos recuerdos. Coincidiendo con esto, el propio tiburón es una criatura jerárquica sublime." Otro crítico de arte, Lucas White, aborda este tema, diciendo que: "... ellos lo perciben simplemente como feo y peligroso, pero a finales de siglo, los encontraron emocionantes, fascinantes y sublimes". Los tiburones, a lo largo de los siglos, se han visto como criaturas impresionantes y trascendentes. Sabiendo que esta criatura es la encarnación de la sublimación, así como una representación metafórica de nuestra mente, ayuda a transmitir la importancia de lo especial que nuestros pensamientos son en realidad.
El formaldehído que rodea el tiburón simboliza el proceso de muerte y decadencia, según Hirst. Aunque el formaldehído se utiliza como medio de preservación, con el tiempo, el objeto se marchitará, escamará y arrugará. Debido a que la escultura fue realizada en 1991, el tiburón está podrido y deformado. El cadáver pudriéndose, simboliza que no importa lo bien que nos ocupemos de nosotros mismos o lo atemporal que pensamos que somos, nuestra mente comienza a desvanecerse y poco a poco olvidará.

### Beautiful Inside My Head Forever
"Hermoso dentro de mi cabeza por siempre."
Beautiful Inside My Head Forever fue una subasta de dos días en Sotheby's, Londres, que tuvo lugar el 15 y 16 de septiembre de 2008.
Fue inusual, ya que omitió las galerías y vendió directamente al público. Escribiendo en The Independent, Cahal Milmo, dijo que la idea de la subasta fue concebida por el consejero de negocios de Hirst, Frank Dunphy, que tuvo que superar las reticencias iniciales de Damien. Hirst finalmente defendió el concepto y refutó la acusación de que solo estaba interesado en hacer dinero. "La gente siempre se preocupa de que el dinero oscurece, de alguna manera, el arte, pero siempre he pensado que es desagradable que personas como Van Gogh no hayan hecho dinero. Es importante asegurarse de que el arte tiene prioridad sobre el dinero. La mayoría de las personas se preocupan de que pierde su integridad. Frank me dijo hace mucho tiempo: 'siempre hay que asegurarse de que el dinero se utiliza para perseguir el arte y no el arte para perseguir el dinero.' Creo que eso es cierto, hay que verlo con mucho cuidado."
La venta recaudó £111 millones ($198 millones) por 218 elementos. La subasta superó las expectativas y fue diez veces mayor que el récord existente de Sotheby para un solo artista The Sunday Times dijo que los colegas de negocios de Hirst habían "apoyado" los precios de venta, realizando compras u ofertas que sumaron más de la mitad de los £70,5 millones gastados en el primer día de la venta: Harry Blain de la galería Haunch of Venison dijo que las ofertas se introdujeron en nombre de los clientes que deseaban adquirir la obra.

### Cartrain
En diciembre de 2008, Hirst contactó a Design and Artists Copyright Society (DACS) exigiendo la toma de medidas contra una obra que contenía imágenes de su escultura For the Love of God, la obra realizada por un joven artista de grafiti de 16 años de edad, Cartrain, fue vendida en Internet en la galería 100artworks.com. Por consejo de su galería, Cartrain entregó las obras de arte a DACS perdiendo las £200 que había ganado; él dijo: "Conocí a Christian Zimmermann [de DACS] quien me dijo Hirst ordenó personalmente cartas en el asunto." En junio de 2009, el abogado de derechos de autor Paul Tackaberry comparó las dos imágenes y dijo: "Esto es prácticamente un caso sin contenido legal. Pregúntate a ti mismo, ¿qué parte de la original, no sólo la cantidad sino también la calidad, aparece en el nuevo trabajo? Si una "parte sustancial" de la "original" aparece en el nuevo trabajo, entonces eso es todo lo que necesita para el derecho de autor infracción... Cuantitativamente, aproximadamente el 80% del cráneo está en la segunda imagen."
Cartrain entró en Tate Britain en julio de 2009 y sacó un paquete de "lápices muy raros Faber Castell Mongol 1990 serie 482" de una instalación de Damien Hirst. Cartrain hizo un cartel policiaco falso afirmando que los lápices habían sido "robados" y pidiendo que, si alguien tenía información, llamara a la policía al teléfono anunciado. Cartrain fue arrestado por £500.000, valor del robo.

### Pinturas
En octubre de 2009, Hirst reveló que había estado pintando en un estilo influenciado por Francis Bacon. No Love Lost, su exhibición de dichas pinturas en Wallace Collection, Londres recibió "una de las respuestas más unánimemente negativa a cualquier exposición en memoria viva." Tom Lubbock de The Independent llamó la obra de Hirst, débil y aburrida: "Hirst, como pintor es uno no muy prometedor, como estudiante de arte de primer año." Rachel Campbell-Johnston de The Times dijo que era "malísimo". La exposición de pintura en 2012 en White Cube, Bermondsey titulada "Two Weeks One Summer", provocó en The Guardian el comentario de que Hirst "puede ser un niño, es un viejo maestro y hace al mundo del arte ir junto con la fantasía."

## Filosofía
Aunque Hirst participó físicamente en la fabricación de las primeras obras, siempre necesitó asistentes (Carl Freedman ayudó con las primeras vitrinas). Con el volumen de trabajo producido, exigió la instalación de una "fábrica", cuestión que ha llevado a controversia sobre la autenticidad de sus obras desde en 1997, cuando una spin painting apareció a la venta y Hirst la acusó de falsificación, a pesar de que previamente había dicho que no solía participar en la creación de esas piezas.

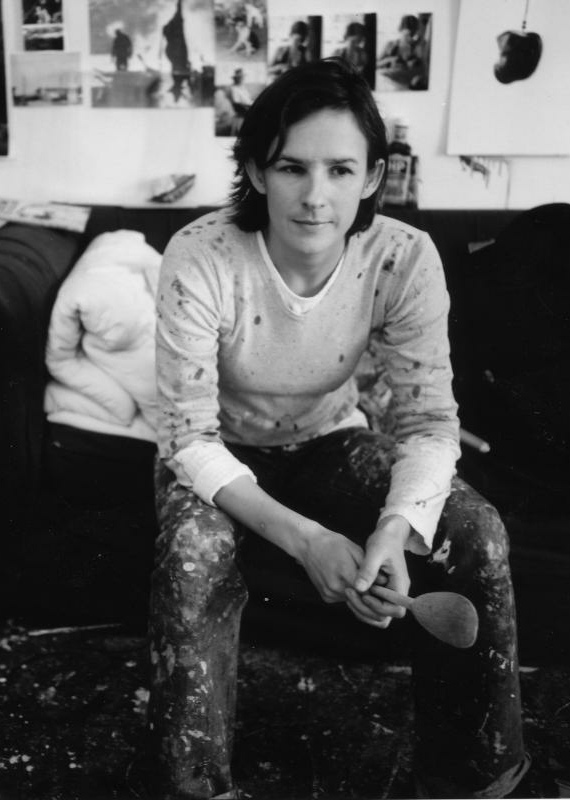
Rachel Howard. Fotografiada por Ross McNicol.

Hirst dijo que solo pintó cinco spot paintings ya que, "no podía lograrlo"; describió sus esfuerzos como "mierda, son una mierda comparado con... la mejor persona que jamás pintó spots para mí era Rachel, ella es brillante pintado, absolutamente jodidamente brillante, el mejor spot painting que puedes tener de mí es uno pintado por Rachel." También habló de un ayudante de pintura que al irse pidió una de las pinturas. Hirst le dijo: "'Haz una por tu cuenta' a lo que ella respondió: 'No, yo quiero uno de los suyos.' La única diferencia entre uno pintado por ella y uno de los míos, es el dinero." En febrero de 1999, dos ayudantes habían pintado 300 pinturas spot. Hirst ve el acto creativo de bienes como la concepción, no la ejecución, y que, como el progenitor de la idea, por lo tanto, es el artista:
"El arte sucede en la cabeza", dijo. "Si usted dice algo interesante, que podría funcionar como título de una obra de arte, lo escribiré. El arte viene de todas partes. Es la respuesta al entorno. Hay ideas en curso en las que he estado trabajando por años, como la manera de hacer un arco iris en una galería. Siempre he tenido una lista masiva de títulos, de ideas para espectáculos, y de obras sin títulos."
Hirst es también conocido por voluntariarse para trabajos de reparación a sus obras después de que han sido compradas. Por ejemplo, este servicio fue ofrecido para el tiburón suspendido comprado por Steven A. Cohen.

### Reclamaciones de apropiación y plagio
En 1999, el chef Marco Pierre White dijo que en Butterflies on Mars Hirst había plagiado su propia obra, Rising Sun, que después puso en exhibición en el restaurante Quo Vadis en el lugar de la obra de Hirst.
En 2000, Hirst fue demandado por incumplimiento de los derechos de autor sobre su escultura, Hymn, una escultura de 20 pies (6.096 m), seis toneladas, ampliación de la obra de su hijo ConnorYoung Scientist Anatomy Set, diseñado por Norman Emms, 10 000 de los cuales fueron vendidos por un fabricante de juguetes basados en el casco Humbrol por £14.99 cada uno. Hirst pagó una suma no revelada a dos organizaciones benéficas, Nationwide Children y Toy Trust en un acuerdo fuera de corte, así como un "buena voluntad de pago "para Emms. La donación de caridad fue menos de lo que Emms había esperado. Hirst acordó, también, restricciones sobre nuevas reproducciones de su escultura.
En 2006, un artista gráfico y exinvestigador asociado del Royal College of Art, Robert Dixon, autor de 'Mathographics', alegó que Valium de Hirst tenía "similitudes inequívocas" con uno de sus diseños. El mánager de Hirst impugnó, argumentando que el origen de la pieza de Hirst se basó en el libro he Penguin Dictionary of Curious and Interesting Geometry (1991), sin darse cuenta de que era el lugar donde el diseño de Dixon se había publicado.
En 2007, el artista John LeKay dijo que fue amigo de Damien Hirst entre 1992 y 1994 y que le había dado un "duplicado" de un catálogo Carolina Biological Supply Company, y agregó: "No tienes idea de lo mucho que sacó de este catálogo, la vaca dividida está en la página 647, es un modelo de una vaca dividida por el centro, al igual que su pieza." Refiriéndose a Mother and Child, Divided, una vaca y su becerro cortados y separados en formaldehído. LeKay también afirmó que Hirst había copiado la idea de For the Love of God de las calaveras de cristal que LeKay había hecho en 1993, y dijo: "me gustaría que Damien reconociera que 'John realmente inspiró el cráneo e influyó en mi trabajo.'" El abogado Paul Tackaberry revisó imágenes de LeKay y de Hirst y no encontró ninguna base para reclamaciones de infracción de derechos de autor.
En 2010 en The Jackdaw, Charles Thomson dijo que hubo 15 casos en los que Hirst había plagiado otro trabajo. Los ejemplos citados fueron Joseph Cornell que había creado una pieza similar a Pharmacy de Hirst en 1943, Lori Precious que había hecho vidrieras con alas de mariposa en 1994, varios años antes de Hirst; y John LeKay que hizo una oveja crucificada en 1987. Thomson dijo que las pinturas spot de Hirst y la instalación de una pelota en un chorro de aire no eran originales, ya que piezas similares se habían realizado en la década de 1960. Un portavoz de Hirst dijo que el artículo era "periodismo pobre" y que Hirst estaría haciendo una refutación "integral" de las reivindicaciones.

## Colección
En noviembre de 2006, Hirst fue curador de In the darkest hour there may be light, mostrada en la Serpentine Gallery, Londres, la primera exposición pública de su propia colección. Ahora conocida como 'murderme collection', esta acumulación de obras abarca varias generaciones de artistas internacionales y conocidas figuras como Francis Bacon, Jeff Koons, Tracey Emin, Richard Prince y Andy Warhol, pintores británicos como John Bellany, John Hoyland y Gary Hume y obras tempranas de Rachel Howard, David Choe, Ross Minoru Laing, Nicholas Lumb, Tom Ormond y Dan Baldwin.

"Como ser humano, a medida que avanza la vida, simplemente colectas cosas. Fue ese tipo de coleccionismo entrópico en el que me encontré interesado, acumulación de cosas mientras esté vivo."
Damien Hirst, 2006.

Hirst está restaurando Grado I de Toddington Manor, cerca de Cheltenham, donde tiene la intención de albergar la colección completa.
En 2007, Hirst donó, de su colección personal, las esculturas 1991 "The Acquired Inability to Escape", "Life Without You", el trabajo de 2002 "Who is Afraid of the Dark?" (fly painting) y una copia de la exposición de 2007 "Mother and Child Divided" a Tate.
En 2010, Hirst fue uno de los licitantes para la toma de Magazine, una estructura del siglo XIX en Kensington Gardens, que reabrió sus puertas en 2013 como el Sackler Serpentine Gallery después de su conversión por Zaha Hadid. Desde marzo de 2012, tenía previsto abrir una galería en Vauxhall, Londres diseñada específicamente para exhibir su colección personal, que incluye cinco obras de Francis Bacon. Situado en un antiguo teatro y taller de carpintería, el lugar fue rediseñado por Caruso St. John, el espacio corre a lo largo de Newport Street en Vauxhall e incluirá seis galerías, oficinas y un restaurante. La fecha de apertura se fijó provisionalmente para 2014.

## Restaurantes
Hirst tuvo una alianza efímera con el chef Marco Pierre White en el restaurante "Quo Vadis". Su más conocida participación en el restaurante era de Pharmacy, actualmente en Notting Hill, Londres, que cerró en 2004. A pesar de ser uno de los propietarios, Hirst solo arrendó su obra, así que fue capaz de recuperarla y venderla en la subasta en Sotheby's, ganando más de 11 millones de libras. Algunos de los trabajos fueron firmados justo antes de la subasta.
Hirst abrió y ayuda a dirigir el restaurante de mariscos The Quay, en el que se exponen varias obras del artista. El local está ubicado en la ciudad costera de Ilfracombe en el Reino Unido.

## Controversia 9/11
Tras los ataques del 11 de septiembre, Hirst declaró en la BBC: "Lo que pasa con el 9/11 es que es como una obra de arte en sí mismo. Es malo, pero fue ideado para este tipo de impacto. Fue ideado visualmente... Lograron tenerlos en la mano, lograron algo que nadie hubiera creído posible, especialmente para un país tan grande como Estados Unidos. Así que de alguna manera merecen una felicitación, una a la que mucha gente rehúye, una muy peligrosa." El 18 de septiembre de 2002, pidió disculpas "sin reservas" por su comentario.

## Caridad
Hirst es un partidario de la organización de derechos indígenas, Survival International. En septiembre de 2008, Hirst donó el trabajo Beautiful Love Survival en la subasta de Sotheby para recaudar fondos para la organización. Otra de sus contribuciones fue la escritura del libro We Are One: A Celebration of Tribal Peoples, lanzado en octubre de 2009, en apoyo de Survival International. El libro explora la existencia de las culturas indígenas y los malos tratos que reciben en todo el mundo.

## Vida personal
Entre 1992 y 2012, Hirst vivió con su novia Maia Norman con quien tuvo tres hijos: Connor Ojala, (n. 1995, Kensington y Chelsea, Londres), Cassius Atticus (n. 2000, North Devon) y Cyrus Joe (n. 2005, Westminster, Londres). Desde el nacimiento de Connor, ha pasado la mayor parte de su tiempo en una casa de campo con 300 años de antigüedad, cerca de Combe Martin, Devon. Hirst y Norman Nunca se casaron, aunque Hirst ha referido a Norman como su "esposa de derecho". El artista posee un campo grande en Baja California, México, que sirve de residencia parcial y estudio. El estudio emplea a varios artistas que llevan a cabo proyectos de Hirst.
Hirst admitió graves problemas de drogadicción y alcoholismo durante diez años en la década de 1990: "Empecé a tomar cocaína y a beber... me convertí en un náufrago balbuceando mierda." Durante este tiempo fue conocido por su comportamiento salvaje y actos excéntricos incluyendo, por ejemplo, poner un cigarrillo en el final de su pene delante de los periodistas. Frecuentaban clubes de alto perfil como Groucho Club in Soho, Londres, lugar al que le fue prohibida la entrada en varias en ocasiones por su comportamiento.

## Valor neto
En 2008 Hirst vendió obras en su subasta Beautiful Inside My Head Forever ganando alrededor de 198 millones dólares, la cantidad más grande para un artista vivo hasta la fecha. Hirst es considerado el artista vivo más rico actualmente. En 2009, el conteo anual de las personas más ricas de Gran Bretaña e Irlanda, Sunday Times Rich List, colocó a Damien en el número 238 con un patrimonio neto de 235 millones de libras esterlinas. En 2010 la riqueza de Hirst alcanzaba los 215 millones de libras, brindándole el puesto de artista más rico de Gran Bretaña.

## Críticas al arte conceptual

### Positivas

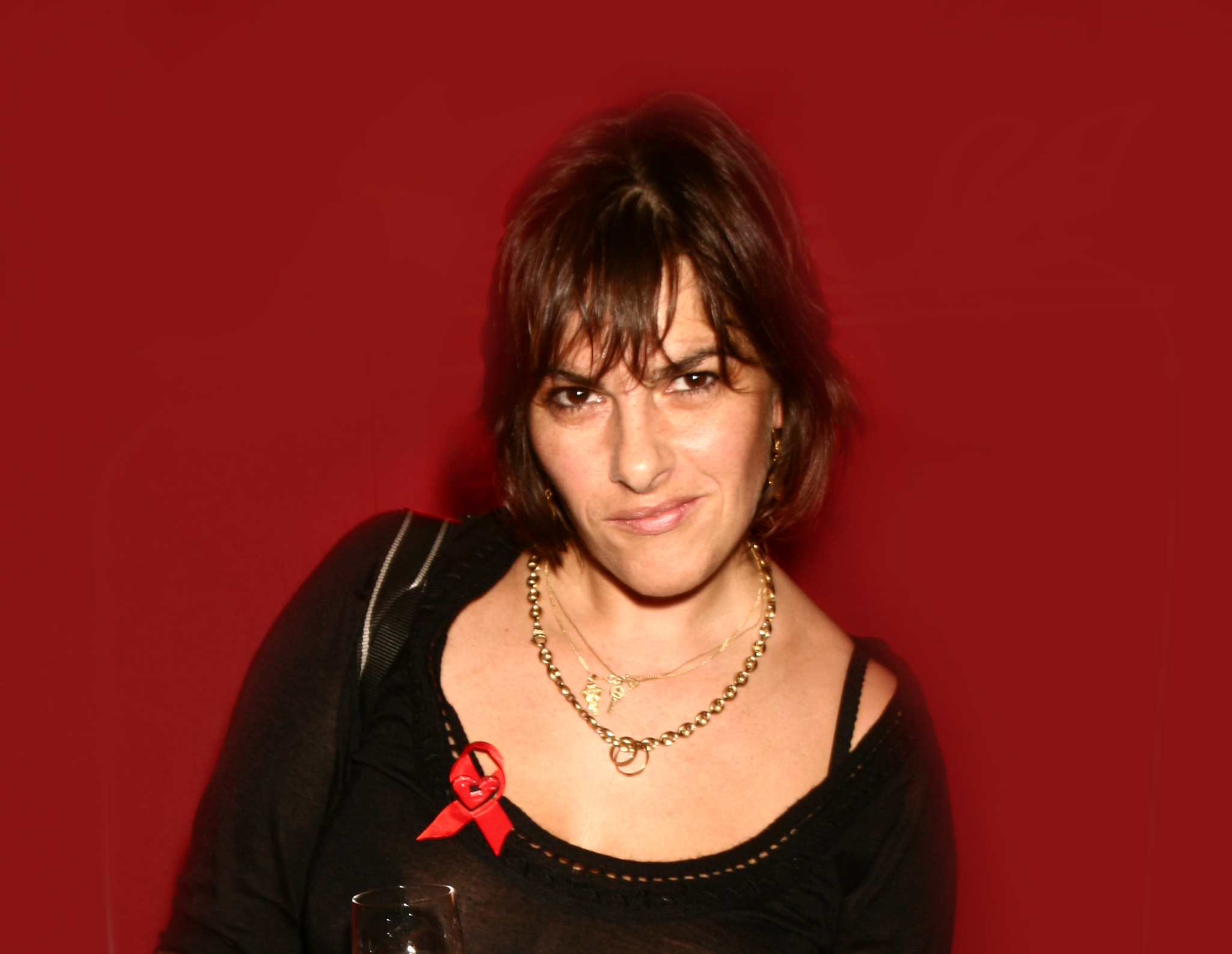
Tracey Emin.

Hirst ha sido elogiado por la forma en que su fama ha impulsado el interés por el arte, elevando el perfil de arte británico y ayudando a recrear la imagen de "Cool Britannia". A mediados de la década de 1990, el entonces Secretario de Patrimonio, Virginia Bottomley lo reconoció como "un pionero del movimiento de arte británico", diciendo que incluso los ganaderos estaban contentos del interés creado en el cordero británico. Janet Street-Porter elogió su originalidad que, asegura, había traído a nuevos públicos y fue el "equivalente del mundo del arte a los conciertos de Oasis en Earls Court."
Andres Serrano, también conocido por su trabajo de impacto e ideas acerca de la fama contemporánea no necesariamente equivalente a la duradera, respaldó a Hirst: "Damien es muy inteligente... Primero obtiene la atención... Si resistirá o no la prueba del tiempo, no lo sé, pero creó que lo hará." Sir Nicholas Serota comentó: "Damien es una especie de showman... es muy difícil ser artista cuando hay público y medios. Debido a la importante figura que ha formado hay un montón de escépticos listos para poner el cuchillo."
Tracey Emin dijo: "No hay comparación entre él y yo, él desarrolló una nueva forma de hacer arte y está claramente en una liga propia. Sería como compararme con Warhol." A pesar de las disputas con Saatchi, este siguió siendo un firme defensor:

"Los libros de arte del 2105 serán tan brutales editando el final del siglo XX como lo fueron con todos los demás. Cada artista que no sea Jackson Pollock, Andy Warhol, Donald Judd o Damien Hirst será una nota al pie."

### Negativas
La oposición a la obra de Hirst ha sido con igual vehemencia. Norman Tebbit comentó sobre la exhibición Sensation: "¿Se han vuelto locos? Las obras del "artista" son pedazos de animales muertos. Hay miles de jóvenes artistas que no recibieron un vistazo debido a que su trabajo era demasiado atractivo para la gente sana. Los expertos en arte moderno nunca aprenden." El punto de vista de la prensa sensacionalista fue resumida en un titular de Daily Mail: "Durante 1000 años de arte ha sido una de nuestras grandes fuerzas civilizadoras. Hoy en día las ovejas en escabeche y camas sucias amenazan con hacer de nosotros unos bárbaros." El crítico de arte Brian Sewell, de Evening Standard, dijo: "No lo considero arte... No es más interesante que un lucio sobre una puerta de pub. En efecto bien puede haber más arte en un lucio que una oveja muerta."
El grupo de arte Stuckista fue fundado por Charles Thomson y Billy Childish en 1999 con una agenda anti-Britart, Hirst es uno de sus principales objetivos escribiendo (en referencia a un programa del Canal 4 de Hirst):

El hecho de que la obra de Hirst haga espejo de la sociedad no es su fuerza, es su debilidad. Es la razón por la que declinará artísticamente y económicamente como corriente, se volverá obsoleta. Lo que Hirst ha observado con perspicacia de sus spin-paintings en Life and Death and Damien Hirst es lo único realmente necesario de comentarse acerca de toda su obra: "Son brillantes y estrafalarias, pero hay mierda en todo al final del día ".

En 2003, bajo el título A Dead Shark Isn't Art, Stuckism International Gallery exhibió un tiburón que había sido expuesto dos años antes por Eddie Saunders en su tienda en Shoreditch, Suministros Eléctricos JD. Thomson preguntó: "Si el tiburón de Hirst es reconocido como arte, ¿cómo es que viene de la tienda de Eddie, cómo es que estuvo en exhibición durante dos años? ¿Tenemos acaso un genio desconocido, que llegó primero, o un tiburón muerto no es arte en absoluto?", sugiriendo plagio por parte de Hirst.
En 2008 el Canal 4 realizó un documental llamado La Mona Lisa Curse, donde el crítico de arte Robert Hughes afirmó que la obra de Hirst era de "mal gusto" y "absurda". Hughes dijo que era "un pequeño milagro" que el valor de Virgin Mother (una estatua de bronce de 35 pies) fuera de £5.000.000 considerando que fue hecha por alguien "con tan poca facilidad". Hughes llama al tiburón de Hirst "el organismo marino más sobrevalorado del mundo" y atacó al artista por "funcionar como una marca comercial", comenzando con las especulaciones acerca del valor financiero funcionando como significado del arte.

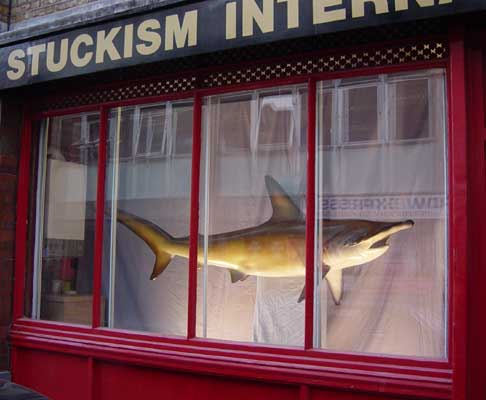
A Dead Shark Isn't Art, Stuckism International Gallery 2003

Julian Spalding, crítico de arte y autor del libro Con Art – Why You Should Sell Your Damien Hirsts While You Can, ha dicho: "A menudo se ha dicho, en serio, que Damien Hirst es un mejor artista que Miguel Ángel porque tenía la idea del tiburón, mientras que Miguel Ángel no tenía la idea del David. El emperador está desnudo. Cuando se diga que no su obra no se trata de arte, todo va a colapsar. Hirst no debe estar en la Tate. Él no es un artista. Lo que separa a Miguel Ángel de Hirst es que Miguel Ángel era un artista y Hirst no lo es."
Stefanie Schneider dijo en el documental de Gerd Scobel en 3sat llamado "El dinero o la vida" en diciembre de 2011 que "puede ser llamado diseñador, pero, ciertamente, no un artista."
La retrospectiva de Hirst en Tate Gallery (2012) recibió también muchas quejas. Los miembros del público escribieron a la galería acusándola de malgastar el dinero mostrando arte que es 'repetitivo', 'sin sentido' y 'casi universalmente horrible'.
Adicionalmente el artista y crítico Antonio García Villarán criticó el trabajo de Damien Hirst como parte de los bienes de dinero posicionales, esta tendencia en el mundo del arte ha creado una constante inflación de obras que pueden producirse en serie para ser vendidos ante la gran demanda de obras que no requieren gran talento para ser producidas. Antonio García comparó la obra de Hirst con la del artista On Kawara que pinta fechas que vende a precios desorbitados. El artista Villarán también argumentó que muchos de estos artistas invierten en sus propias obras para valorizar su producto y así crear un mercado del arte que se produce en serie.

## Obras
Su trabajo incluye:
- In and Out of Love (1991), una instalación de plantas en macetas, orugas y lienzos monocromáticos pintados con una solución de azúcar y pegamento. Había, en otra habitación, mesas con ceniceros llenos de colillas. Eventualmente, las orugas se transformaban en mariposas y los insectos quedaban fijos a las superficies del lienzo. Actualmente fijo, el trabajo se presenta de manera regular en Yale Center for British Art.
- The Physical Impossibility of Death in the Mind of Someone Living (1991), un tiburón tigre en un tanque de vidrio de formaldehído. Esta pieza fue una de las obras que ayudó a su nominación al Premio Turner.
- A Thousand Years (1991), una vitrina con una división. Una parte contiene la cabeza cortada de una vaca y la otra un electrocutor de insecto. Gusanos se comienzan a alimentar de la vaca para luego convertirse en moscas asesinadas por el electrocutor.
- Pharmacy (1992), reproducción a tamaño real de una farmacia.
- Amonium Biborate (1993)
- Away from the Flock Archivado el 16 de agosto de 2000 en Wayback Machine. (1994), un borrego muerto conservado en formaldehído.
- Arachidic Acid (1994), ejemplo temprano de spot-painting.
- Some Comfort Gained from the Acceptance of the Inherent Lies in Everything (1996), múltiples vacas en una línea de cabeza a cola, divididas transversalmente en tanques rectangulares iguales llenos de formaldehído, cada uno con aproximadamente 3 pies (0,9144 m) de los animales.
- Beautiful Axe, Slash, Gosh Painting (1999), firmado al reverso, pintura gloss para casa en el canvas.
- Hymn (1999), una réplica a escala de un juguete de su hijo de Connor: un modelo anatómico básico del cuerpo humano masculino. La escultura de 20 pies (6.096 m) de altura fue realizada en bronce pintado.
- Mother and Child Divided, una vaca y su becerro cortados a la mitad en un tanque lleno de formaldehído.
- Two Fucking and Two Watching, vaca y toro en descomposición. La obra fue prohibida para exposición en Nueva York por funcionarios de salud pública.
- God, gabinete lleno de productos farmacéuticos.
- The Virgin Mother, una escultura que representa a una mujer embarazada, con capas representando las de un feto, músculos, tejido y el cráneo. Este trabajo fue comprado por el magnate de bienes raíces, Aby Rosen, para exhibición en la plaza de una de sus propiedades, Lever House, en la ciudad de Nueva York.
- Breath (2001), un film de 45 segundos acerca una de las obras de Samuel Beckett para la serie Beckett on Film.
- Painting-By-Numbers (2001), kit 'hazlo tú mismo' de pintura que incluye una tela estampada, brochas y 90 latas de pintura diseñadas para hacer una de sus pinturas spot. Parte de la exposición fue desechada por un limpiador de la galería que confundió la obra con basura.[104]
- The Stations of the Cross (2004), una serie de doce fotografías que representan los momentos finales de Jesucristo, hecha en colaboración con el fotógrafo David Bailey.
- The Wrath of God (2005), una versión nueva del tiburón en formaldehído.
- The Inescapable Truth, (2005), vidrio, acero y una paloma en formaldehído.
- The Sacred Heart of Jesus, (2005), un corazón, un toro, agujas surtidas, escalpelos y formaldehído.
- Faithless, (2005). Mariposas y pintura gloss para casa.
- The Hat Makes de Man, (2005). Bronce pintando simulando madera y sombreros.
- The Death of God, (2006). Pintura gloss sobre lienzo, un cráneo humano, un cuchillo, una moneda y conchas de mar. Esta pintura, que es una parte de un grupo hecho en México, se cree son "el principio del periodo mexicano de Hirst".
- For The Love of God, un cráneo del siglo XVIII cubierto de 8,601 diamantes.
- Saint Sebastian, Exquisite Pain, un ternero negro atado a un poste atravesado por flechas. El ternero se encuentra en un tanque de formaldehído. El cantante George Michael compró recientemente la obra convirtiéndola en la cuarta pieza más cara de Hirst.
- Beautiful Inside my Head Forever (2008), una subasta realizada en Sohteby.
- CleanEquity premio en 2008 y 2009.
- The Dream, (2008), un unicornio (simulado) en formaldehído.[105]
- Temple (2008), escultura humana de bronce, con un tratamiento similar a "Virgin Mother", recuerda a modelos utilizados por estudiantes de anatomía, con órganos revelados y estructura interna. Esta obra fue exhibida fuera del Museo Oceanográfico de Mónaco en 2010, durante una retrospectiva de verano.
- Verity (2012), estatua de bronce de 20.25 m (66 ft) simulando una mujer embarazada sosteniendo una espada en alto. Actualmente está, como préstamo a 20 años, en la ciudad de Ilfracombe, North Devon. La estatua fue instalada en octubre de 2012.
- Mickey (2012), celebración a Mickey Mouse, comprende solo 12 puntos de diferente color. Vendida en Christie, Londres, el 13 de febrero de 2014, como obra caritativa para Kids Company.
- The Currency (2021), colección de NFT que se lanzará a través del Marketplace de arte HENI. Esta colección consta de 10.000 obras de arte pintadas a mano, cada una con un NFT correspondiente con un valor de U$2000 dólares cada uno.[106][107]